# Championnat du Vietnam de football 2007
Navigation
Saison précédente Saison suivante
La saison 2007 du Championnat du Viêt Nam de football est la vingt-quatrième édition du championnat de première division au Viêt Nam. Les quatorze meilleurs clubs du pays sont regroupés au sein d'une poule unique où ils s'affrontent deux fois, à domicile et à l'extérieur. En fin de saison, les deux derniers du classement sont relégués et remplacés par les deux meilleurs clubs de deuxième division tandis que le 12e affronte le 3e de D2 en barrage de promotion-relégation.
C'est le club de Becamex Binh Duong FC qui remporte la compétition après avoir terminé en tête du classement final, avec onze points d'avance sur le double tenant du titre Gach Dong Tam Long An et quatorze sur Hoàng Anh Gia Lai. C'est le tout premier titre de champion du Viêt Nam de l'histoire du club.

## Les clubs participants
| - ACB Hanoi - Gach Dong Tam Long An - Dong Thap FC - Promu de D2 - Đà Nẵng Club - Khatoco Khánh Hoà FC - Nam Dinh FC - Thanh Hoa FC - Promu de D2 | - Sông Lam Nghệ An - Binh Duong FC - Hòa Phát Hà Nội - Pisico Binh Dinh - Cang Sai Gon - Hoàng Anh Gia Lai - Huda Hue FC - Promu de D2 |

## Compétition
Le barème utilisé pour établir les différents classements est le suivant :
- Victoire : 3 points
- Match nul : 1 point
- Défaite : 0 point

### Classement
| Rang | Équipe                 | Pts | J  | G  | N  | P  | Bp | Bc | Diff |
| ---- | ---------------------- | --- | -- | -- | -- | -- | -- | -- | ---- |
| 1    | Becamex Binh Duong FC  | 55  | 26 | 16 | 7  | 3  | 42 | 22 | +20  |
| 2    | Gach Dong Tam Long AnT | 44  | 26 | 12 | 8  | 6  | 46 | 31 | +15  |
| 3    | Hoàng Anh Gia Lai      | 41  | 26 | 12 | 5  | 9  | 40 | 33 | +7   |
| 4    | Nam Dinh FCC           | 38  | 26 | 10 | 8  | 8  | 35 | 31 | +4   |
| 5    | Da Nang Club           | 37  | 26 | 9  | 10 | 7  | 33 | 28 | +5   |
| 6    | Pisico Binh Dinh       | 36  | 26 | 10 | 6  | 10 | 34 | 36 | -2   |
| 7    | Song Lam Nghe An       | 35  | 26 | 8  | 11 | 7  | 38 | 35 | +3   |
| 8    | Cang Sai Gon           | 34  | 26 | 8  | 10 | 8  | 41 | 40 | +1   |
| 9    | Khatoco Khánh Hoà FC   | 34  | 26 | 10 | 4  | 12 | 30 | 31 | -1   |
| 10   | Thanh Hoa FCP          | 34  | 26 | 8  | 10 | 8  | 27 | 30 | -3   |
| 11   | ACB Hanoi              | 31  | 26 | 8  | 7  | 11 | 30 | 36 | -6   |
| 12   | Hòa Phát Hà Nội        | 30  | 26 | 7  | 9  | 10 | 31 | 41 | -10  |
| 13   | Dong Thap FCP          | 20  | 26 | 3  | 11 | 12 | 21 | 35 | -14  |
| 14   | Huda Hue FCP           | 20  | 26 | 4  | 8  | 14 | 25 | 44 | -19  |

|  | Qualification pour la Ligue des champions de l'AFC 2008                   |
|  | Participation au barrage de promotion-relégation                          |
|  | Relégation en deuxième division                                           |
|  | T : Tenant du titre C : Vainqueur de la Coupe du Viêt Nam P : Promu de D2 |

### Matchs

#### Barrage de promotion-relégation
| Équipe 1        | Résultat | Équipe 2      |
| --------------- | -------- | ------------- |
| Hòa Phát Hà Nội | 2 - 1    | (D2) An Giang |

## Bilan de la saison
| Championnat du Viêt Nam de football 2007                             |                                   |
| Champion                                                             | Becamex Binh Duong FC (1er titre) |
| Coupes et trophées                                                   |                                   |
| Vainqueur de la Coupe du Viêt Nam 2007                               | Nam Dinh FC                       |
| Qualifications continentales                                         |                                   |
| Ligue des champions de l'AFC 2008                                    | Becamex Binh Duong FC             |
| Ligue des champions de l'AFC 2008                                    | Nam Dinh FC                       |
| Promotions et relégations                                            |                                   |
| Promus en V-League                                                   | The Cong                          |
| Promus en V-League                                                   | Van Hoa Hai Phong                 |
| Relégués en Championnat du Viêt Nam de football de deuxième division | Dong Thap FC                      |
| Relégués en Championnat du Viêt Nam de football de deuxième division | Huda Hue FC                       |